# Genevieve Tobin

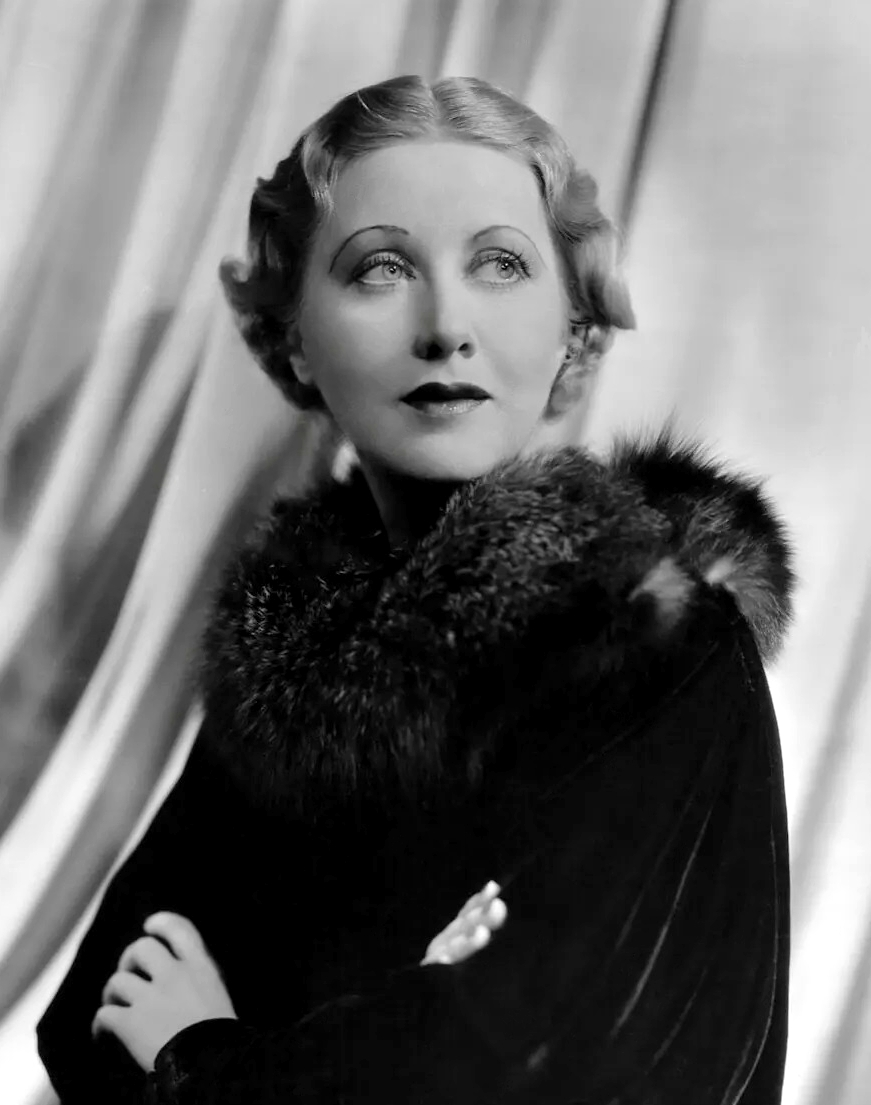
Genevieve Tobin (1930er Jahre)

Genevieve Tobin (* 29. November 1899 in New York City; † 21. Juli 1995 in Pasadena, Kalifornien) war eine US-amerikanische Schauspielerin.

## Leben
Genevieve Tobin war die Tochter von Schaustellern. Bereits im Jahr 1910 debütierte sie in Uncle Tom’s Cabin beim Film. Ihr Broadway-Debüt gab sie im Alter von zwölf Jahren am 25. April 1912 in dem Theaterstück Disraeli. Nach ihrem Studium in New York und Paris spielte sie fortan hauptsächlich am Theater, darunter vereinzelt auch in London. 
Nach ihrer Übersiedelung Anfang der 1930er Jahre nach Los Angeles war sie vermehrt in Spielfilmen zu sehen. Dabei bekleidete sie sowohl Haupt- als auch Nebenrollen in Produktionen von Warner Brothers und RKO Pictures, wobei sie oft elegante oder kokette Frauen verkörperte. Zu ihren heute noch bekannteren Filmrollen zählen die der Affäre Mitzi in Ernst Lubitschs Musicalkomödie Eine Stunde mit Dir (1932) an der Seite von Maurice Chevalier und Jeanette MacDonald, sowie die mit einem reichen älteren Mann verheiratete Mrs. Chisolm in dem Gangsterdrama Der versteinerte Wald (1936) neben Bette Davis, Leslie Howard und Humphrey Bogart. Über 40 Filmauftritte sind für Tobin nachgewiesen.
Am 20. September 1938 heiratete Tobin den Regisseur William Keighley. Bald nach Beginn der Ehe beendete sie weitgehend ihre Schauspieltätigkeit. Mit Keighley reiste sie fortan weltweit zu dessen Drehorten und lebte hauptsächlich in London und Paris. Während dieser Zeit begann sie, Malerei zu studieren und eine ernsthafte Künstlerin zu werden. Das Paar blieb bis zu Keighleys Tod im Jahr 1984 verheiratet.
Ihr Stern auf dem Hollywood Walk of Fame liegt an der Adresse 6119 Hollywood Boulevard.

## Filmografie (Auswahl)
- 1910: Uncle Tom’s Cabin
- 1919: The Country Cousin
- 1923: No Mother to Guide Her
- 1930: A Lady Surrenders
- 1931: Meine Kinder – mein Glück (Seed)
- 1931: The Gay Diplomat
- 1932: Eine Stunde mit Dir (One Hour with You)
- 1932: Hollywood Speaks
- 1933: Perfect Understanding
- 1933: Pleasure Cruise
- 1933: Infernal Machine
- 1933: Goodbye Again
- 1933: Golden Harvest
- 1933: I Loved a Woman
- 1934: Easy to Love
- 1934: The Ninth Guest
- 1934: Uncertain Lady
- 1934: Tempel der Schönheit (Kiss and Make-Up)
- 1934: By Your Leave
- 1935: The Woman in Red
- 1935: The Goose and the Gander
- 1935: Here’s to Romance
- 1935: The Case of the Lucky Legs
- 1935: Broadway Hostess
- 1936: Der versteinerte Wald (The Petrified Forest)
- 1936: Snowed Under
- 1936: The Man in the Mirror
- 1937: Der große Gambini (The Great Gambini)
- 1937: The Duke Comes Back
- 1938: Kate Plus Ten
- 1938: Dramatic School
- 1938: Zaza
- 1939: Yes, My Darling Daughter
- 1940: Keine Zeit für Komödie (No Time for Comedy)